# زاگریه اب ساوی
زاگریه اب ساوی (به آلمانی: Sagor)  در اسلوونی با جمعیت ۶٬۸۹۳ نفر است که در upper carniola واقع شده‌است.